# 선정고등학교
선정고등학교(善正高等學校)는 대한민국 서울특별시 은평구 갈현동에 위치한 사립 고등학교이다.

## 학교 연혁
- 1950년 5월 22일 : 한양여자상업중학교로 설립인가 개교
- 1954년 3월 12일 : 성정여자중학교로 교명을 변경하여 개교
- 1957년 3월 20일 : 성정여자고등학교 설립인가
- 1974년 3월 2일 : 중․고 분리, 고등학교 갈현동 신축교사(현 위치)로 이전
- 1984년 3월 2일 : 선정고등학교(남녀공학)로 교명 변경
- 1984년 3월 2일 : 각 학년 남학생 9학급 여학생 6학급 (총 45학급)
- 1989년 4월 27일 : 학교법인 선화학원 합병 승인
- 1997년 5월 1일 : 선문학원으로 합병
- 2017년 10월 25일 : 학교법인 선학학원으로 명칭 변경
- 2018년 3월 1일 : 제16대 강병희 교장 취임
- 2018년 7월 4일 : 제11대 송용천 이사장 취임
- 2022년 2월 28일 : 제63회 졸업(375명) 누계 33,944명

## 참고 자료
- 선정고등학교 - 한국교육학술정보원 학교알리미